# Cappella dell'Assunta (Trepuzzi)
La cappella dell'Assunta è una chiesa di Trepuzzi, in provincia di Lecce.

## Storia
La cappella, edificata tra la fine del XIV e l'inizio del XV secolo, fin dalla prima visita pastorale del 1640 appare sotto il titolo di Santa Maria dei Martiri; assunse molto più tardi il titolo di cappella della Vergine dei Martiri o dell'Assunta come attesta il verbale della visita pastorale del 1822. Successivamente, a partire dal 1905, il titolo di "Madonna dei Martiri" viene sostituito da quello di "Santa Maria delle Grazie". L'edificio fu completamente rinnovato nel XVIII secolo. A questa chiesa è legato il tradizionale miracolo della liberazione del paese da alcune piraterie francesi, avvenuto il 12 aprile 1799, per intercessione della Madonna Assunta.

## Descrizione

### Esterno
Presenta una facciata molto semplice, priva di qualsiasi ornamento, arricchita solo da un cornicione con spigoli aggettanti, sormontato da una piccola croce in ferro. Al centro si apre il portale d'ingresso posto in asse con una finestra inquadrata da una cornice mistilinea. Sul lato destro si apre un ingresso secondario sovrastato da una finestra analoga alla precedente. Sempre su questo lato si nota, in alto, una sequenza di mensole dotate di fori, che fungevano probabilmente da sostegno per fiaccole. Il doppio campanile a vela, posto in posizione arretrata, è sormontato da una piccola croce.

### Interno
L'interno, ad unica navata, è coperto da una volta ricca di fregi a stucco, al centro della quale vi è la rappresentazione dell'Empireo e lo stemma di Trepuzzi. Le pareti laterali sono modellate da due doppie lesene, dal cornicione di raccordo con la volta e dalle decorazioni a stucco. Sulla porta principale è collocata la cantoria in legno e di fronte a questa l'altare maggiore, intitolato alla Beatissima Vergine dei Martiri, ornato da stucchi dorati e da lesene laterali. Sull'altare, dentro una nicchia ovale, è conservato un affresco quattrocentesco raffigurante la Madonna allattante. Sull'architrave dell'altare si legge un distico elegiaco rivolto alla Madonna:
Sul fastigio è collocata la tela raffigurante la Madonna tra i Santi Oronzo e Irene, protettori dell'arcidiocesi di Lecce.
Nella parete sinistra della cappella è ubicato l'altare dedicato alla Madonna dei Miracoli, inquadrato da un timpano e lesene laterali. Su di esso figura una tela ad olio del 1855, che rappresenta la scena della sudorazione della statua della Vergine durante il tradizionale miracolo del 1799. Sulla porta laterale è collocata la tela di san Vincenzo Ferreri, opera del 1794 di Pietro Pasquale Martena. Sono presenti, inoltre, sulle pareti laterali, tele di forma ovale che raffigurano l'Annunciazione, l'Immacolata Concezione, la Visitazione, la Purificazione di Maria, l'Assunta e i santi.
La cappella è sede della confraternita di San Giuseppe.